# 四條畷市立忍ヶ丘小学校
四條畷市立忍ヶ丘小学校（しじょうなわてしりつ しのぶがおかしょうがっこう）は、大阪府四條畷市岡山東五丁目にある公立小学校。
地域の宅地化に伴う児童数の増加により、1973年に四條畷市立四條畷小学校から分離開校した。その後さらに児童数が増加したため、開校5年後の1977年には四條畷市立岡部小学校が分離開校している。

## 沿革
- 1973年4月1日 - 四條畷市立忍ヶ丘小学校として開校。
- 1974年1月8日 - 校章制定。
- 1977年4月1日 - 四條畷市立岡部小学校を分離。
- 2018年3月      -四條畷市立忍ヶ丘小学校と四條畷市立四條畷中学校を繋ぐ 小中連絡棟が完成

## 通学区域
- 四條畷市 大字岡山、岡山1丁目（一部）、岡山2丁目（一部）、岡山3丁目・4丁目、岡山東1丁目-5丁目

卒業生は基本的に四條畷市立四條畷中学校に進学する

## 学校のスローガン

### メインテーマ

#### イキイキ・ワクワク忍っ子
学び合い、伝え合い、高め合う児童の育成

### サブテーマ

#### 美しく、はつらつとした学校をめざして
・進んであいさつをし、そうじをがんばる学校
・元気いっぱい、やる気いっぱいの学校

## 交通
- 片町線（学研都市線） 忍ケ丘駅 東へ約900m